# Simulación de fluidos

Ejemplo de la simulación de un fluido.

La simulación de fluidos es una herramienta cada vez más popular en gráficos por computadora para generar animaciones realistas de agua, humo, explosiones, y fenómenos relacionados. Dada alguna configuración de entrada de un fluido y una geometría de escenario, un simulador de fluidos realiza la evolución del movimiento del fluido hacia adelante en el tiempo, haciendo uso de las (posiblemente muy simplificadas) ecuaciones de Navier-Stokes que describen la física de los fluidos. En los gráficos por computadora, tales simulaciones varían en complejidad desde animaciones de alta calidad que consumen una cantidad notable de tiempo para efectos visuales y de películas, hasta sistemas simples de partícula en tiempo real usados en juegos modernos.

## Enfoques
Existen varias técnicas competentes para la simulación de líquidos con una variedad de ventajas y desventajas. Las más comunes son los métodos Eulerianos basados en malla, métodos de hidrodinámica de partícula suavizada (SPH), métodos basados en vorticidad, y métodos de red de Boltzmann. Estos métodos se originaron en la comunidad que estudia Mecánica de fluidos computacional, y han sido continuamente adoptados por profesionales en gráficos. La diferencia clave en la creación de gráficos en que los resultados únicamente necesitan ser plausibles. Esto es, si un observador humano es incapaz de identificar por inspección si una animación dada es físicamente correcta, los resultados son suficientes, mientras que en física, ingeniería, o matemáticas, son necesarias medidas más rigurosas de errores.

## Desarrollo
En gráficos por computadora, los primeros intentos para resolver las ecuaciones de Navier-Stokes en 3D completo se dieron en 1996, por Nick Foster y Dimitris Metaxas, quienes basaron su trabajo primeramente en un artículo clásico de CFD del año 1965 por Harlow y Welch. Previo a esto, muchos métodos fueron construidos en sistemas de partículas ad-hoc, menores técnicas dimensionales tales como modelos 2D de agua superficial, y campos de ruido turbulento semi-aleatorios. En 1999, Jos Stam publicó el llamado método de Fuidos Estables en SIGGRAPH, que explotó una técnica de advección semi-Lagrangiano y la integración implícita de la viscosidad para probar un comportamiento incondicionalmente estable. Esto permitió pasos de tiempo mucho mayores y en general simulaciones más rápidas. Esta técnica general fue extendida por Fedkiw y sus colaboradores para manejar simulaciones complejas de agua en 3D usando el método de ajuste de nivel en artículos del 2001 y 2002.
Algunos notables investigadores en esta área incluyen a Ron Fedkiw, James F. O'Brien, Mark Carlson, Greg Turk, Robert Bridson, Ken Museth y Jos Stam.

## Software
Muchas opciones están disponibles para la simulación de fluidos en paquetes 3D fuera de plataforma. Un popular paquete de código abierto es Blender 3D, con un método de red de Boltzmann estable implementado. Otra opción es Glu3d, un plugin para 3ds Max muy similar a la capacidad de modelar fluidos de Blender. Otras opciones son RealFlow, FumeFx y AfterBurn para Max, Exotic Matter's Naiad, Dynamite para LightWave 3D, ICE SPH Fluids para Softimage; Turbulence.4D, PhyFluids3D, DPIT para Cinema 4D. Houdini soporta fluidos de manera nativa. Otro popular paquete de software libre es OPENFOAM.
Los paquetes shareware más utilizados son los que proporciona la empresa ANSYS, pero no son los únicos.